# Poiana Galdei
Poiana Galdei – wieś w Rumunii, w okręgu Alba, w gminie Galda de Jos. W 2011 roku liczyła 135 mieszkańców.